# Caspofungin
Caspofungin ist ein Antimykotikum aus der Gruppe der Echinocandine und findet Anwendung bei der Behandlung von Pilzinfektionen. Es wird von MSD unter dem Namen Cancidas vertrieben.

## Chemie
Caspofungin ist eine halbsynthetische Lipopeptidverbindung (Echinocandin) deren Ausgangssubstanz das Pneumocandin B0 ist. Dieses wird aus dem Pilz Glarea lozoyensis gewonnen.

## Pharmakologie

### Wirkungsmechanismus
Pilze haben eine aus Chitin und weiteren Polysacchariden bestehende Zellwand. Ein Baustein dieser Zellwand ist β(1,3)-D-Glucan. Caspofungin hemmt das Enzym β(1,3)-D-Glucan-Synthase, das bei Pilzen für den Aufbau dieses Zellwandbausteines verantwortlich ist. Humane Zellen besitzen keine derartige Zellwand, und damit auch keine β(1,3)-D-Glucan Synthase.
Keimspektrum
- Aspergillus spp., Candida spp., Histoplasma capsulatum, Coccidioides immitis

Unwirksam bei
- Cryptococcus neoformans, Fusarium sp., Scedoporium, Trichosporon spp., Familie der Zygomyzeten

### Aufnahme und Verteilung im Körper (Pharmakokinetik)
Caspofungin wird im Darm nicht resorbiert. Es kann daher nur intravenös gegeben werden. Es wird zu 96 % an Plasmaproteine gebunden. Der Abbau der Substanz findet hauptsächlich in der Leber statt. Ausgeschieden wird es zu 35 % mit den Fäzes und zu etwa 41 % über die Nieren. Die biologische Halbwertszeit beträgt 9–11 Stunden.

### Anwendungsgebiete (Indikationen)
- Behandlung von invasiven Candida-Infektionen bei erwachsenen oder pädiatrischen Patienten.
- Behandlung von invasiver Aspergillose bei erwachsenen oder pädiatrischen Patienten, die auf Therapien mit Amphotericin B, Lipidformulierungen von Amphotericin B und/oder Itraconazol nicht ansprechen oder diese nicht vertragen. Ein Nichtansprechen ist definiert als ein Fortschreiten der Infektion oder wenn nach vorangegangener mindestens 7-tägiger antimykotischer Therapie in therapeutischen Dosierungen keine Besserung eintritt.
- Empirische Therapie bei Verdacht auf Infektionen durch Pilze (wie Candida oder Aspergillus) bei erwachsenen oder pädiatrischen Patienten mit Fieber und Neutropenie.

### Gegenanzeigen (Kontraindikationen)
Überempfindlichkeit gegenüber Caspofungin oder einem anderen Bestandteil.

### Unerwünschte Wirkungen (Nebenwirkungen)
- Fieber, Schüttelfrost
- entzündliche Reaktionen an der Infusionsstelle (Phlebitis)
- Bauchschmerzen, Übelkeit, Erbrechen
- Hautausschlag, Juckreiz, Schwitzen
- Blutarmut (Anämie)
- Kopfschmerzen

### Wechselwirkungen mit anderen Medikamenten
- Bei gleichzeitiger Gabe von Ciclosporin erhöhte sich die Konzentration von Ciclosporin. Caspofungin blieb unverändert.
- Bei gleichzeitiger Verabreichung von Tacrolimus erniedrigte sich dessen minimale Plasmakonzentration.
- Bei wenigen Patienten erniedrigte sich die AUC von Caspofungin bei gleichzeitiger Anwendung von
  - Efavirenz
  - Nevirapin
  - Rifampicin
  - Dexamethason
  - Phenytoin
  - Carbamazepin